# Dragoș Vodă
Dragoş Vodă é uma comuna romena localizada no distrito de Călăraşi, na região de Muntênia. A comuna possui uma área de 128.65 km² e sua população era de 2906 habitantes segundo o censo de 2007.